# Glyptoscelis pubescens
Glyptoscelis pubescens är en skalbaggsart som först beskrevs av Fabricius 1777.  Glyptoscelis pubescens ingår i släktet Glyptoscelis och familjen bladbaggar. Inga underarter finns listade i Catalogue of Life.